# 楊文忠
楊文忠（1574年—1618年），字盟初，號岱宗，山东济南府陵县軍籍，明朝政治人物。

## 生平
万历二十五年（1597年）丁酉科山东乡试二十九名舉人，三十二年（1604年），登甲辰科进士，刑部觀政，三十四年授户部主事，三十六年升陕西司郎中，管粮，三十八年升陕西僉事，四十一年考察，四十六年卒。

## 家族
曾祖刚，祖士皋，父湖，儒官；嫡母张氏，生母刘氏。
弟夢麟、夢鲤、夢鹗、夢熊、夢蛟。娶喬氏，继娶马氏。